# دول حوض نهر زمبيزي
إن هذه القائمة تشمل قائمة دول حوض نهر زمبيزي وهم 9, ويعتبر نهر زمبيزي رابع أطول نهر في القارة الإفريقية، بعد نهر النيل ثم نهر الكونغو ثم نهر النيجر.

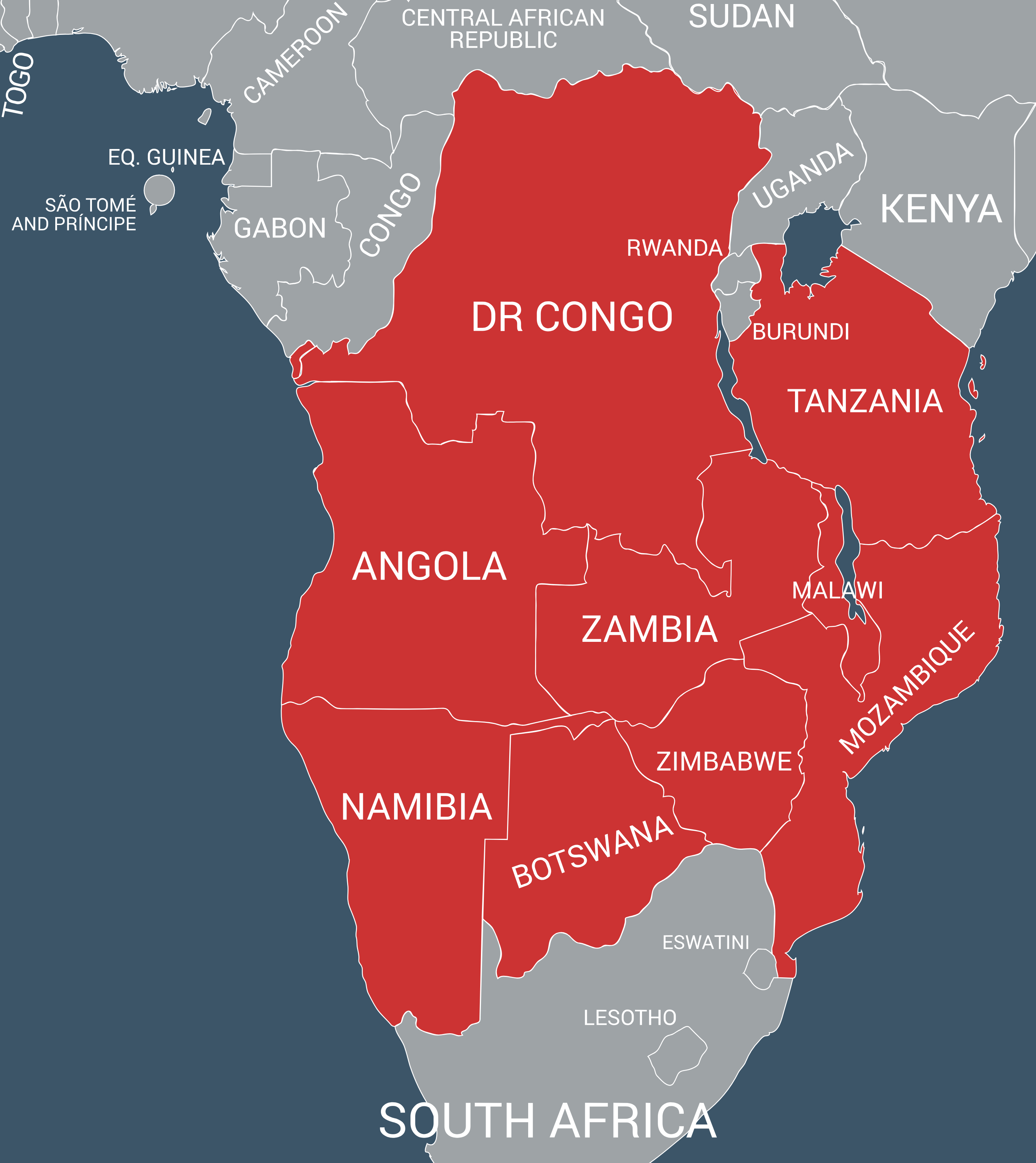
خريطة تضم دول حوض نهر زمبيزي في القارة الإفريقية

## القائمة
- زامبيا
- جمهورية الكونغو الديموقراطية
- أنغولا
- ناميبيا
- بوتسوانا
- زيمبابوي
- موزمبيق
- مالاوي
- تنزانيا[1]